# Porta Romana (Rom)
Die Porta Romana, auch porta Romanula genannt, war eines der Tore des palatinischen Rom, der Roma quadrata.
Die topographischen Hinweise der schriftlichen Überlieferung deuten darauf hin, dass sich die porta Romana an der Westseite, möglicherweise am Fuße des Palatin befand. 
Das Tor lag demnach an der Verbindung zwischen via Nova und clivus Victoriae, auf dem oder in der Nähe des Velabrum genannten Geländes. Neuere Untersuchungen lokalisieren die porta Romana eher in archäologischen Befunden auf der Nordecke des Hügels. 
Die porta Romana war kein Tor im klassischen Sinne, sondern lediglich eine von vier Seiten über Stufen zugängliche Plattform. Es war also kaum mehr als die Bezeichnung für einen Platz, so dass bereits in der Antike versucht wurde, den Namen auf echte Bauten der Gegend zu übertragen. Der Name ist nicht leicht verständlich. Tornamen bezeichneten üblicherweise den Ort, zu dem sich das Tor öffnete. Laut Sextus Pompeius Festus bekam es seinen Namen von den Sabinern, für die das Tor die kürzeste Verbindung zur Stadt herstellte. Die Siedlung auf dem Palatin wäre dann nicht Teil Roms gewesen, vielmehr wäre als Rom ursprünglich nur das Gebiet von Velabrum und Forum Boarium anzusprechen. Eine naheliegende Erklärung stützt sich auf die Namensherleitung von den Wörtern ruma oder rumen, die einen Fluss oder Wasserlauf bezeichnen. Das Tor wäre also das Flusstor gewesen. Allerdings bleibt bei dieser Herleitung unklar, wie sich der Name auf die Stadt übertragen konnte.